# Myiothlypis luteoviridis
Myiothlypis luteoviridis là một loài chim trong họ Parulidae.